# Andy Rourke
Andrew Michael "Andy" Rourke (Manchester, 17 januari 1964 – New York, 19 mei 2023) was een Britse muzikant. Hij werd vooral bekend als bassist van de alternatieve rockgroep The Smiths.

## Biografie

### Jeugd
Rourke werd geboren als derde van vier zonen. Na de scheiding van zijn ouders werd hij opgevoed door zijn vader. Op school raakte hij bevriend met Johnny Marr, en samen speelden ze in verschillende bandjes die nooit doorbraken, eerst op gitaar en later, op aandringen van Marr, op basgitaar. Neil Young, David Bowies Low, Bill Wyman van The Rolling Stones en Mick Karn van Japan waren Rourkes voornaamste inspiratiebronnen. Eind 1982 stelde Johnny Marr Rourke voor als bassist voor zijn nieuwe band, omdat de originele bassist Dale Hibbert niet geschikt werd bevonden. Samen met Marr, zanger Morrissey en drummer Mike Joyce vormde Rourke de kernbezetting van The Smiths.

### The Smiths
Als bassist wordt Rourke geprezen om zijn complexe en melodieuze baslijnen, maar zijn periode bij The Smiths werd overschaduwd door zijn drugsverslaving. Daar kwam bij dat hij zijn verslaving geheim moest houden voor Morrissey, die zich openlijk uitsprak over zijn afkeer van drugs. Tijdens een serie Ierse concerten in 1986 leden zijn prestaties zo erg onder zijn drugsgebruik dat hij een vrijstelling kreeg om zich te herstellen. Dat had echter een averechts effect op de depressieve Rourke, en hij zocht toevlucht bij zijn drugdealer, net op het moment dat er een politie-inval aan de gang was. Morrissey zag Rourkes arrestatie op het televisienieuws en hij ontsloeg Rourke per direct met een briefje onder zijn ruitenwisser: "Andy. Je hebt The Smiths verlaten. Veel geluk en tot ziens. Morrissey".
Rourke werd veroordeeld tot twee jaar voorwaardelijke celstraf en een boete van duizend pond. Hij herstelde bij zijn moeder in Mallorca. Drie weken later werd hij opnieuw toegelaten bij The Smiths, ondanks dat de groep Craig Gannon had aangenomen als vervangende bassist, die de overstap maakte naar slaggitaar. In 1987 viel de groep echter uit elkaar. Rourke, Joyce en Gannon begeleidden Morrissey aanvankelijk met zijn solodebuut, maar raakten allen samen verwikkeld in rechtszaken tegen de zanger betreffende financiële onenigheden. Rourke was de enige die zijn aanklacht introk, in ruil voor een vergoeding van 83.000 pond. Daarna schreef Rourke enkele nummers voor Morrissey, tot hij in 1989 werd vervangen door Mark Bedford, de bassist van Madness. In 1996 leidde Joyce een rechtszaak tegen Morrissey en Marr. Joyce werd in het gelijk gesteld, waardoor Rourke 25% van de royalty's kreeg toegewezen.

### Na The Smiths
Na The Smiths speelde Rourke in verschillende bands, bij soloprojecten van Morrissey,  bij Sinead O'Connor, Badly Drawn Boy en The Pretenders. Hij vormde in 2005 de groep Freebass met medebassisten Peter Hook van New Order en Mani van The Stone Roses. Met Dolores O'Riordan speelde hij bij D.A.R.K. In 2006 co-organiseerde hij het benefietconcert Manchester Versus Cancer, waar hij op 28 januari werd vergezeld door Marr voor een vertolking van How soon is now? en waar voor het eerst in jaren weer twee Smiths op hetzelfde podium stonden. In 2009 verhuisde hij naar New York, waar hij werkte als diskjockey.
Andy Rourke overleed op 19 mei 2023 op 59-jarige leeftijd aan alvleesklierkanker.
- Bibsys: 5099040
- Bibliothèque nationale de France: cb14051711k (data)
- Gemeinsame Normdatei: 134621018
- International Standard Name Identifier: 0000 0000 5516 6842
- MusicBrainz: 39ca91ba-e7b9-4e23-b0f0-1bed9d806810
- Nationale Bibliotheek van Tsjechië: xx0199844
- Virtual International Authority File: 24804113
- WorldCat: E39PBJvmHkwYDXtpFbxy368Hmd